# FIRST WAVE (ANKHの曲)
『FIRST WAVE』は、1981年8月5日に発売された、ANKHのアルバムである。

## 概要
翌年の1982年3月に解散した為、最後のシングルとなった。
「MEG-CD」とは、客からのオーダーを受け、ライセンス許可された店舗でのみ生産販売可能なシステム。 盤の仕様はCD-R。

## 収録曲
- Side A

1. She・愛・最前線
2. リメンバー・シーズン
3. ストーンズにあこがれて
4. 至近距離 （クローズ・アップ）
5. サン・ゴーズ・ダウン

- Side B

1. ふりむくなオンナ達
2. センチメンタルロッカーズ （リードボーカル：曽我）
3. 白い夜 （サイレント・ナイト） （リードボーカル：松原）
4. エンジェル・アイズ （リードボーカル：大野）
5. イマジネーション